# Syarinus palmeni
Syarinus palmeni es una especie de arácnido del orden Pseudoscorpionida de la familia Syarinidae.

## Distribución geográfica
Se encuentra en la Isla de Terranova (Canadá).